# Телекоммуникации в Казахстане
Телекоммуникации Казахстана (ТК) – многоуровневая мультифункциональная рыночная структура передачи данных, которая развилась на базе телекоммуникаций Казахской ССР в сторону фиксированной и мобильной связи, ТВ/радио и Интернета при государственной регуляции Комитета связи, информатизации и информации МИР РК и имеет специфику обусловленную гео– и демо–факторами страны.

## История
Телекоммуникации Казахстана 90-х годов развивались на телекоммуникационной базе бывшего СССР. Затем в начале нового тысячелетия процесс был упорядочен Государственной Программой на основании Постановления Правительства РК «О концепции развития отрасли телекоммуникаций РК» от 4.12.2001 года, согласно которой с 2004 года началась демонополизация рынка и наряду с государственными компаниями появились частные игроки. В основном для регионального охвата услугами телекоммуникаций.
В первом десятилетии 2000-х годов в мегаполисах Казахстана  началась прокладка волоконно-оптических линии связи (ВОЛС), взамен линий MMDS, которые до сих пор преобладают в республике, а также нашел распространение формат 4G. До 2013 года в Казахстане ежегодно проходила Международная Центрально-Азиатская выставка телекоммуникаций Kitel.
В 2013 году правительство утвердило новую телекоммуникационную программу «Информационный Казахстан – 2020», направленную на развитие и доступность ТК населению страны.
С 2000-х годов в Казахстане функционируют независимые объединения рынка телекоммуникаций: Национальная Телекоммуникационная Ассоциация Казахстана (НТА РК), Национальная Ассоциация телерадиовещателей Казахстана, Интернет Ассоциация Казахстана и Казахстанская Ассоциация IT-компаний.

## Mобильная связь
В первой половине 90-х годов в Казахстане наряду с фиксированной связью появилась мобильная связь, внедренная казахстанской Алтел, созданной при участии государственного оператора связи Казахтелеком и британской Wireless Technology Corporation Ltd. с международными инвестициями 20 млн. долларов.
Алтел была предоставлена государственная пятилетняя монополия на рынке сотовой связи РК, в связи с чем вплоть до конца 1999 года конкуренция отсутствовала, а средний ежемесячный счет одного абонента составлял около 700 долларов, в сравнении с аналогичной платой в Российской Федерации 300 долларов.
В 2000 году число казахстанских абонентов сотовой связи не превышало 15 000 человек, а передающих станций было построено чуть более 20.
В 1999 году в Казахстане одновременно были внедрены сотовые сети Kcell и K-Mobile, впоследствии ставшей Билайн. В 2007 году Казахтелеком начал перевод абонентов фиксированной связи на формат IP-телефонии в масштабах страны.

## Интернет
Казахстанский Интернет (Казнет) функционирует с 1994 года, когда компания RelcomSL организовала сеть электронной почты по принципам Интернет с возможностью обмена сообщений с мировым Интернетом. В 1999 году услуги Интернета стала представлять и Национальная Компания (НК) Казахтелеком.

## Телевидение
До середины 1990-х годов на фоне попыток казахстанских компаний предоставления альтернативного кабельного, цифрового и спутникового  ТВ, основным кабельным ТВ-оператором вплоть до 2010 года стал Алма-ТВ, профинансированный иностранным инвестором. С 2005 года телевизионная конкуренция в Казахстане возросла за счет открытия в Алматы  IP-телевидения и в 2009 году запуска Казахтелеком интерактивного цифрового телевидения iD-TV, что на тот момент стала опережающим фактором Казахстана среди стран СНГ. За счет государственного 75-процентного ограничения вещания иностранных каналов, что коснулось только обычного казахстанского ТВ, рост спутникового и кабельного телевидения в стране увеличился.

## Показатели
До 2000-х годов преобладание в Казахстане фиксированной связи к 2010 году снизилось до 20 %. В 2012 году по данным Агентства РК по статистике зарегистрировано 4,271 млн абонентов фиксированной связи, 24,685 млн абонентов сотовой связи и 9,4 млн интернет-пользователей, в сравнении с 70 тыс. в 2000 году. По состоянию на начало 2014 года зарегистрировано 2 млн пользователей цифрового телевидения.
В целом за 2014 год рынок телекоммуникаций РК составил 6,3 млрд тенге, продемонстрировав 6—процентный рост к 2013 году и 58 % в нём принадлежит сотовой связи. Если в 2000 году только 12 казахстанцев из 100 имели сотовый телефон, то в 2014 году уже 76 из 100.
На втором месте услуги Интернет и передача данных посредством стационарных ПК — 17 %. Проникновение платного ТВ по стране составило 44 %, в крупных городах — более 60 %. Доля услуг антенного ТВ — 30,6 %.
Таким образом, Казахстан оказался лидером 2014 года по уровню сетевой готовности среди стран Центральной Азии в индексе Networked Readiness Index 2014 года, поднявшись на 38 место.
Несмотря на все это, телекоммуникации в общем объеме ВВП РК по состоянию на 2014 год не превышают 3 %. Для сравнения в РФ доля телекоммуникации и связи в общем ВВП страны в 2013 году — 8,6 %. Правительство Казахстана планирует довести долю телекоммуникаций в ВВП РК до 4 % обеспечив следующие показатели:
- 100 %—я доступность информационно-коммуникационной инфраструктуры в домохозяйствах страны
- 75 %—е подключения населения к Интернету
- 95 %—й охват населения цифровым телеэфиром
- 100 %—е подключение к Интернету организаций здравоохранения и научно-образовательных учреждений
- 80 %—я компьютерная грамотность населения в стране
- 100 % электронных СМИ
- 40 %—й оборот электронной торговли
- 80 % госуслуг в электронном формате.[14]

По итогам 2017-го отрасль показала хорошие темпы роста, фактически восстановилась после потерь 2016-го. Предприятиями связи Казахстана за январь–декабрь 2017 года оказано услуг на сумму 710,9 млрд тенге против 677,7 млрд тенге, которые отрасль сгенерировала за январь–декабрь 2016-го. Это на 4,9 % больше. В долларах рынок вырос на 10 %.

## Специфика
При большой потребности телекоммуникационных вложений, их окупаемость в Казахстане низкая, из-за масштабной малозаселенной территории страны.
Наблюдается преобладающее участки государства почти в каждой категории отрасли телекоммуникаций, в которой при этом остро стоит проблема нехватки квалифицированных кадров.

## Тенденции
Ожидается рост казахстанского сегмента спутникового телевидения за счет 50 % сельского населения, находящегося пока без доступа к кабельному ТВ. Начинается экспансия национальных ТВ-игроков рынка в регионы страны путём объединения с местными операторами. Повышается спрос на мобильный Интернет за счет все более частого использования населением мобильного устройства вместо ПК. При этом рынок фиксированной передачи данных по-прежнему актуален в бизнес-среде.
Основные среднесрочные тренды, которые заметны по итогам 2017 года на рынке телекома Казахстана. Первое — рост трафика в сетях — доходы от доступа в интернет остаются флагманом телекома (они превышают доходы о мобильной связи и впервые в истории превысили 20 млрд тенге в месяц — средневзвешенный курс тенге в доллару США — 326) — основная доля пользователей смартфонов (44 %), если опираться на исследование компании 4Service, потребляет более 6 ГБ интернета ежемесячно, а доля таких пользователей выросла на 14 %, по сравнению с прошлым годом. Второй важный тренд — продолжающийся рост доли смартфонов. По разным оценкам она составляет от 55 до 60 %. Если опираться на исследование упомянутой компании 4Service, то сегодня 83 % всех абонентов операторов мобильной связи пользуются интернетом на своих смартфонах. С другой стороны, среднемесячные расходы подавляющего большинства пользователей мобильной связи (47 %) держатся в пределах от 1000 до 2000 тенге. При этом появилась тенденция к сокращению расходов на связь. Наконец, еще один тренд — системный — и связан он с упомянутой трансформацией. Операторы пытаются нащупать новые источники доходов, по пути оптимизируя расходы и снижая издержки. Кто-то идет в финансовую историю, кто-то экспериментирует сразу в нескольких направлениях. Несмотря на интересные кейсы, говорить о том, что доходы от этих сервисов сильно заметны в общем доходе операторов, было бы преждевременно.

## Телекоммуникационные компании
Телекоммуникации Казахстана представлены несколькими категориями,  каждая из которых обслуживается смежной структурой.
Фиксированная связь:
- Казахтелеком
- Казпочта

Мобильная связь:
- Kcell
- Кар-тел (Beeline)
- Мобайл Телеком-Сервис (Tele2)
- Altel

Интернет:
- Алма+
- Казахтелеком
- ASTEL
- Beeline
- Оптинет
- Nursat
- Ducat
- Kcell
- KazTransCom
- Транстелеком

Кабельное и цифровое ТВ:
- iD TV
- Алма+
- OTAU TV
- Icon
- Nova TV
- BeeTV

Обслуживание:
- Advantek Systems
- ASTEL
- Оптинет
- Asia-Soft
- Cisco Systems
- Nortex Link
- NewTech
- Polixel-Kazahstan
- Ray Com
- Skymax Technologies
- Tandem TVS
- TNS Service

Производство:
• ЭлтексАлатау
• Цифрлық Қазақстан
и другие

## Проекты
Идет масштабная прокладка оптоволоконной связи по Казахстану, осуществляемая силами Казахтелеком, Нортекс Линк, Национальные инновационные технологии (НИТ), Транстелеком, Казахстан Темир Жолы, Ray Com, NewTech, Beeline.
Проложена Национальная  информационная супермагистраль (НИСМ) и ВОЛС вдоль всей железнодорожной сети страны. Введен в эксплуатацию железнодорожный участок «Алматы-Астана», а также участки в шести регионах охватывающие 400 железнодорожных станций. Готовится прокладка ВОЛС на удаленных железнодорожных станциях Казахстана. Ежегодно протяженность магистральных сетей в Казахстане увеличивается на 20—30 %.